# أبو اليقظان محمد بن الأفلح
أبو اليقظان محمد بن الأفلح هو إمام وحاكم تيهرت ضمن دولة الرستميين بالمغرب الأوسط، امتد حكمه بين سنتي 871 و 894 ليخلفه فيما بعد يوسف بن محمد الحكم.